# Castell de Lles
Castell de Lles és un castell del municipi de Lles de Cerdanya (Cerdanya) declarat bé cultural d'interès nacional.

## Descripció
De l'antic castell només es conserva la base de tres torres que actualment formen part dels fonaments de les cases de cal Fuster, cal Perantoni i la rectoria.

## Història
És esmentat l'any 839, dins el comtat de Cerdanya al segle IX. Era el centre de la senyoria de Lles, que comprenia la vall de la Llosa, i tingué un paper important en les guerres entre els comtes de Cerdanya i de Foix.
El castell de Lles apareix documentat l'any 1303 quan Jaume II, rei de Mallorca, es reservava el domini directe d'aquest castell, a més d'altres drets i justicies. Dos anys després el va donar en feu al donzell Ramon Puig.
L'any 1313, els castells de Travesseres i Lles apareixen esmentats en el jurament de vassallatge que Gastó I, comte de Foix, feia al rei de Mallorca Sanç I.